# Selbach (Dürschbach)
Der Selbach ist ein Fließgewässer zwischen Bärbroich und Oberselbach in Bergisch Gladbach. Er ist ein gut 1,5 Kilometer langer, westlicher und orographisch rechter Zufluss des Dürschbachs.  

## Etymologie
Etymologisch steht das indogermanische „Sel“ für Sumpf. Er ist Namensgeber für die Wohnplätze Oberselbach und Unterselbach.

## Geographie

### Verlauf
Der Selbach entspringt nördlich der Ortschaft Bärbroich in einem Waldgebiet auf einer Höhe von 246 m ü. NHN und fließt dann nach Nordwesten durch landwirtschaftlich oder forstwirtschaftlich genutzte Flächen. In einem Waldstück auf halber Strecke speist er einen Teich. Bei Oberselbach mündet er von rechts in den Dürschbach. Dem Selbach fließt jeweils ein größeres namenloses Nebengewässer von links und rechts zu.

### Einzugsgebiet
Das Einzugsgebiet liegt im Naturraum Bärbroicher Höhe und vollständig im Gebiet der Stadt Bergisch Gladbach. Es wird über Dürschbach, Sülz, Agger, Sieg und Rhein zur Nordsee entwässert.
Das Einzugsgebiet des Selbachs grenzt
- im Westen an das des Silberkauler Siefen,
- im Süden an das des Kotzbachs und eines namenlosen Nebengewässers der Sülz,
- im Osten und Norden an das des aufnehmenden Dürschbachs.

In der Aue des Bachs dominieren Waldgelände und landwirtschaftlich genutzte Flächen.